# 小行星8994
小行星8994（英語：8994 Kashkashian）是一颗围绕太阳公转的小行星。1980年11月6日，B. A. Skiff在可可尼诺县发现了此天体。
这颗小行星的绝对星等为37.73228等。